# Wola Pawłowska (powiat ciechanowski)
Wola Pawłowska – wieś sołecka w Polsce położona w województwie mazowieckim, w powiecie ciechanowskim, w gminie Ciechanów.
| SIMC    | Nazwa          | Rodzaj    |
| ------- | -------------- | --------- |
| 1053748 | Kukleńszczyzna | część wsi |

W latach 1975–1998 miejscowość należała administracyjnie do województwa ciechanowskiego.